# 黎明技術學院
黎明技術學院（英語：Lee-Ming Institute of Technology），簡稱黎明技院，是一所位於臺灣新北市泰山區的技術學院。

## 簡介

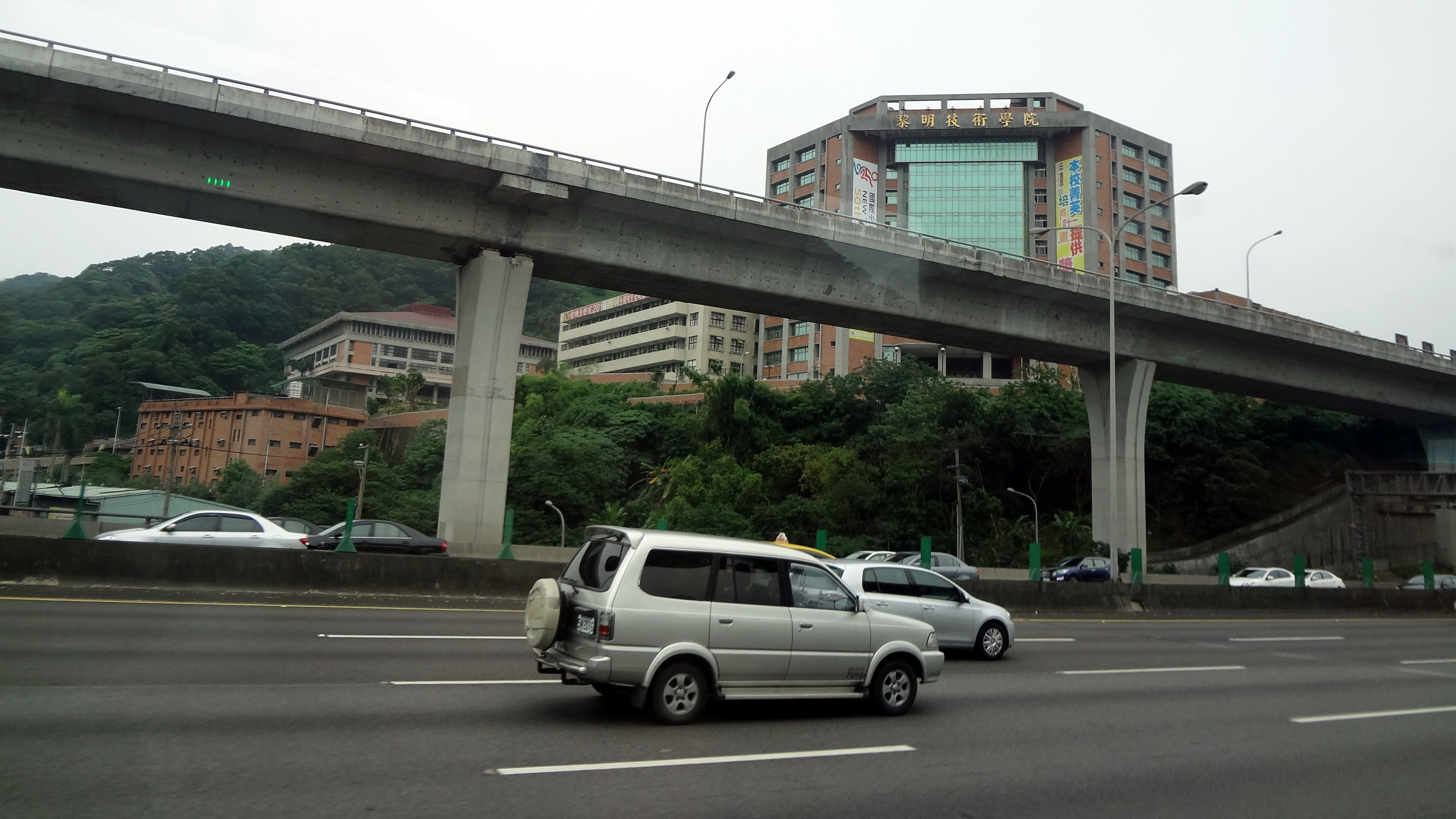
於高速公路上遠望黎明技術學院

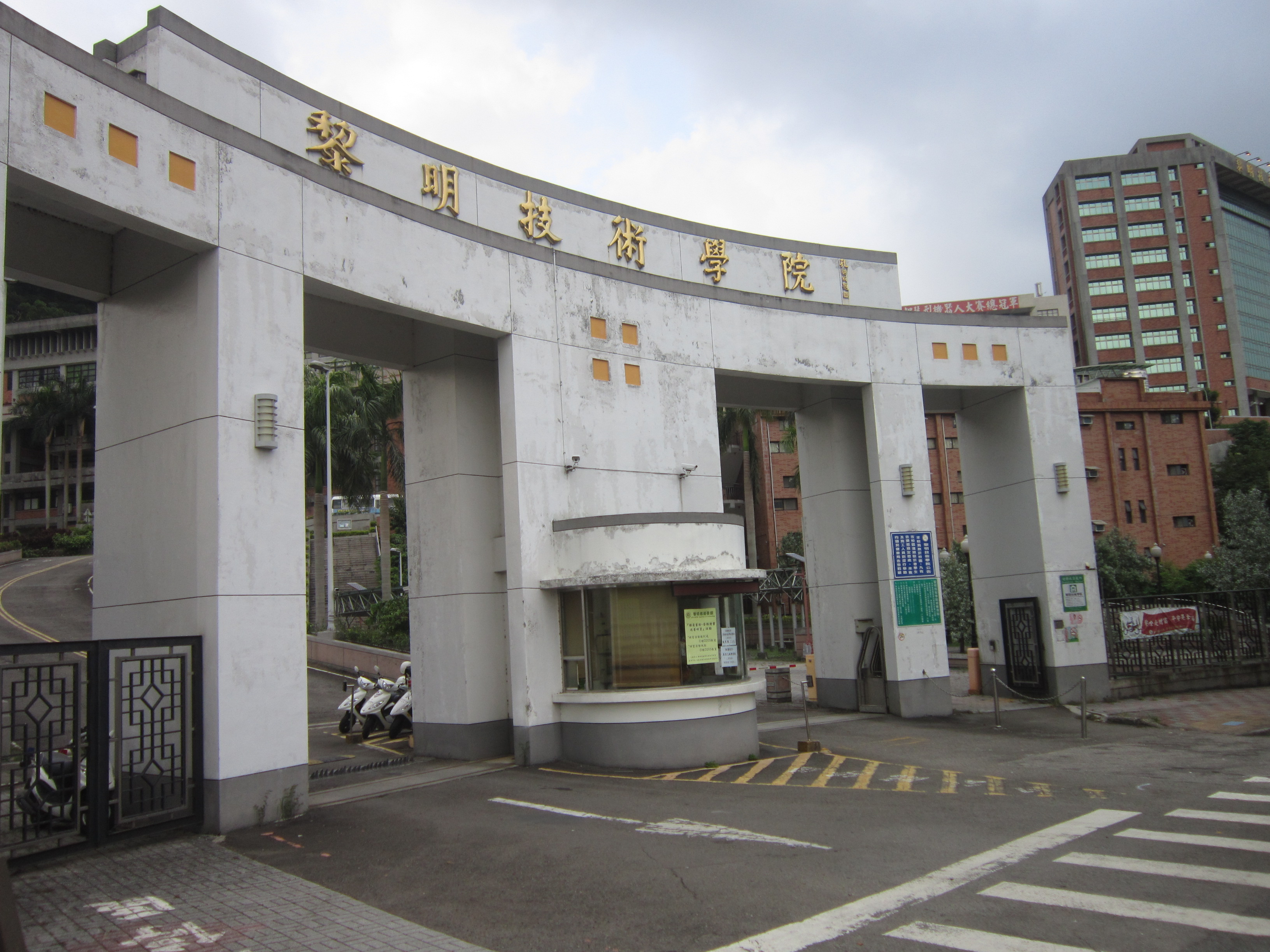
位於泰林路三段的黎明技術學院大門

- 1969年 由李炳建、黃在格、許添地三位董事選在台北縣泰山鄉黎明村（今新北市泰山區黎明里）創立黎明工業專科學校。

- 2002年 改制為黎明技術學院。

## 外部連結
- 黎明技術學院（页面存档备份，存于）